# Querbeat
Querbeat je nemška pretežno trobilna glasbena skupina, specializirana za Kölnski karneval. Postala je popularna z izvajanjem karnevalnih pesmi in sambe. Od leta 2016 pišejo in izvajajo lastne pesmi.

## Zgodovina
Skupino Querbeat je leta 2001 ustanovil Erhard Rau kot šolski bend Kardinal-Frings-Gymnasium iz Bonna. Prva leta so nastopali predvsem na bonskih mestnih prireditvah. Leta 2007 so prvič nastopili na kölnskem karnevalu. Znani so postali z igranjem karnevalske glasbe za radio in televizijo WDR in na proklamaciji Köln Dreigestirna. V sezoni 2017/18 so nastopili 180-krat.
Novembra 2010 so izdali svoj prvi singl Colonia Tropical, sledili so Allez Olé Alaaf (2011), Stonn op un danz (2012), Hück oder nie (2013) in Nie mehr Fastelovend (2014). Prvi album, Cuba Colonia, je izšel leta 2014. Vsebuje priredbe najbolj znanih karnevalskih pesmi v latinskoameriških ritmih. Prvi album z avtorskimi pesmimi Fettes Q pa so izdali leta 2016. Od leta 2017 je album na voljo kot DVD v živo, z naslovom Fettes Q: Live im Palladium. Istega leta so izvedli svojo prvo turnejo po Nemčiji. Drugemu albumu iz leta 2018, Randale & Hurra, je tri leta pozneje sledil tretji, Radikal Positiv.

## Člani skupine
- Jojo Berger – električna kitara, vokal
- Daniel Breidenbach – trobenta
- Valentin Marsall – trobenta
- Philipp Mull – trobenta
- Stephan Gerhartz – trobenta
- Lenny Michaelis – helikon
- Sebastian Schneiders – pozavna
- Hubertus Gierse – pozavna
- Andy Berger – bas kitara
- Carlos Kurschilgen – melofon
- Christian Clever – tolkala
- Janine Dornbusch – saksofon
- Raoul Vychodil – saksofon

## Dikografija

### Albumi
- Cuba Colonia (2014)
- Fettes Q (2016)
- Randale & Hurra (2018)
- Radikal Positiv (2021)

### Singli
- Colonia tropical (2010)
- Allez Olé Alaaf (2011)
- Stonn op un danz (2012)
- Hück oder nie  (2013)
- Nie mehr Fastelovend (2014)
- Tschingderassabum (2015)
- Dä Plan (2016)
- Guten Morgen Barbarossaplatz (2017)
- Randale & Hurra (2018)
- Früher wird alles besser (2020)
- Ja (2021)
- Allein (2021)
- Woiswaslos (2021)